# 제21회 부산국제영화제
제21회 부산국제영화제는 2016년 10월 6일부터 2016년 10월 15일까지 열린 영화제이다. 부산에서 개최되었으며 사회자는 설경구, 한효주이다.

## 수상

### 뉴 커런츠상
- 아버지의 마지막 선택 - 장치우 수상
- 깨끗한 물속의 칼 - 왕수에보 수상

### 선재상
- 아는 사람 - 김소윤 수상
- 오프-시즌 - 예르잣 에스켄디르 수상

### 넷팩상 (아시아영화진흥기구상)
- 메리 크리스마스 미스터 모 - 임대형 수상

### 국제영화평론가 협회상
- 하얀 개미 - 추 시엔저 수상

### 대명컬처웨이브상
- 용순 - 신준 수상

### KNN 관객상
- 환절기 - 이동은 수상

### 올해의 배우상
- 꿈의 제인 - 구교환 수상
- 꿈의 제인 - 이민지 수상

### 비프 메세나상
- 옆집 - 성승택 수상
- 폭동의 시절 - 셰론 R. 다욕 수상

### BNK부산은행상
- 천 시간의 밤 - 비르질 비트리히 수상

### 시민평론가상
- 누에치던 방 - 이완민 수상

### 부산시네필상
- 나비의 눈물 - 티파니 슝 수상

### CGV 아트하우스상
- 꿈의 제인 - 조현훈 수상

### 비전- 감독상
- 춘천, 춘천 - 장우진 수상
- 나의 연기 워크샵 - 안선경 수상

### 올해의 아시아 영화인상
- 압바스 키아로스타미 수상

### 한국영화공로상
- 로랑스 에르즈베르그 수상

### 갈라 프레젠테이션
- 너의 이름은 - 신카이 마코토
- 분노 - 이상일
- 블리드 포 디스 - 벤 영거
- 은판 위의 여인 - 구로사와 기요시

### 아시아영화의 창
- BKKY - 논따왓 눔벤차뽈
- 4+1 - 파르캇 샤리포브
- 500미터 800미터 - 야오티안
- 가샹과 파랑 - 바히드 무사이앙
- 거울의 도시 - 민키쯔엉
- 견습생 - 부준펑
- 고속도로 - 아토 바우티스타
- 군지에서의 죽음 - 콘코나 센 샤르마
- 노란 새 - 라자고팔 케이
- 닝코 스님의 수난 - 니와츠키노 노리히로
- 다이아몬드 아일랜드 - 데이비 추
- 로스트 도터 - 첸 유지에
- 땀과 깜 이야기 - 베로니카 은고
- 마 로사 - 브릴란테 멘도자
- 마다리 - 니쉬칸트 카마트
- 마이 에그보이 - 부천여
- 만달레이로 가는 길 - 미디 지
- 말라리아 - 파르비즈 샤흐바지
- 묘지의 노래 - 브래들리 리우
- 무하메드: 더 메신져 오브 갓 - 마지드 마지디
- 물을 데우는 뜨거운 사랑 - 나카노 료타
- 물의 꿈 - 파르하드 메흐란파르
- 미 아모르 - 수만 고쉬
- 미끼 - 부다뎁 다스굽타
- 미세스 케이 - 호 유항
- 바이올리니스트 - 모하마드-알리 탈레비
- 방랑 - 분송 낙푸
- 방콕 나이트 - 토미타 카츠야
- 삼인행 - 두기봉
- 샤룩칸의 팬 - 마니쉬 샤르마
- 선위의 영혼 - 장양
- 세상의 끝 - 웨이슈준
- 세일즈 맨 - 아쉬가르 파라디
- 솔로, 고독 - 요셉 앙기 노엔
- 순례길에서 생긴 일 - 카말 타브리지
- 슬픈 미스터리를 위한 자장가 - 라브 디아즈
- 아주 긴 변명 - 니시카와 미와
- 얄미운 여자 - 구로키 히토미
- 어느 댄서 이야기 - 아난야 까사라발리
- 어둠의 시간 - 아노차 수위차콘퐁
- 엄마(영어판) - 리리 리자
- 옆집 남자 - 비제이 자야팔
- 오버 더 펜스 - 야마시타 노부히로
- 자바의 여인 - 가린 누그로호
- 자비의 여신 - 디첸 로더
- 자얀데 루드의 밤 - 모흐센 마흐말바프
- 주유소 - 탄와린 수카피시트
- 찢어진 날개 - 안톤 후앙
- 천량지전 - 오중천
- 폭탄들고 여행하기 - 누를란 압디카디로프
- 하모니움 - 후카다 코지
- 하얀 태양 - 디팍 라우니야르
- 행복을 찾아주는 사람 - 사부
- 행복한 교도소 - 마흐무드 알 마사드
- 헤마 헤마 - 키엔체 노르부
- 호텔 샐베이션 - 슈브하시슈 부티아니

### 뉴 커런츠
- 그녀의 어머니 - 사토 요시노리
- 깨끗한 물속의 칼 - 왕수에보
- 만 마디를 대신하는 말 한 마디 - 리우유린
- 메리 크리스마스 미스터 모 - 임대형
- 백만개의 컬러 이야기 - 파드마쿠마르 나라시마무르티
- 불타는 새 - 산지와 푸시파쿠마라
- 아버지의 마지막 선택 - 장치우
- 하얀 개미 - 추시엔체
- 이별(영어판) - 나비드 마흐무디
- 호숫가 사람들 - 하오밤 파반 쿠마르
- 환절기 - 이동은

### 한국영화의 오늘 - 파노라마
- 검은 사제들 - 장재현
- 고산자, 대동여지도 - 강우석
- 곡성(哭聲) - 나홍진
- 그놈이다 - 윤준형
- 그물 - 김기덕
- 내부자들 - 우민호
- 지나가는 마음들: 더 테이블 - 김종관
- 덕혜옹주 - 허진호
- 두 남자 - 이성태
- 로봇, 소리 - 이호재
- 밀정 - 김지운
- 비밀은 없다 - 이경미
- 아가씨 - 박찬욱
- 우리들 - 윤가은
- 유타 가는 길 - 김정중
- 죽여주는 여자 - 이재용
- 커피메이트 - 이현하

### 한국영화의 오늘 - 비전
- 꿈의 제인 - 조현훈
- 나의 연기 워크샵 - 안선경
- 누에치던 방 - 이완민
- 두 번째 겨울 - 김의곤
- 분장 - 남연우
- 소음들 - 민제홍
- 아기와 나 - 손태겸
- 용순 - 신준
- 지옥도 - 박기용
- 춘천, 춘천 - 장우진
- 컴, 투게더 - 신동일

### 한국영화회고전
- 경찰관 - 이두용
- 내시 - 이두용
- 여인 잔혹사 물레야 물레야 - 이두용
- 용호대련 - 이두용
- 장남 - 이두용
- 초분 - 이두용
- 최후의 증인 - 이두용
- 피막 - 이두용

### 월드 시네마
- 가능한 삶 - 이바노 데 마테오
- 근원적 행복 - 스벤 타딕켄
- 끝없는 시 - 알레한드로 조도로프스키
- 나, 다니엘 블레이크 - 켄 로치
- 나무 위의 소년들 - 니콜라스 베르소
- 내 인생의 비수기 - 사볼치 하이두
- 냇물과 들판, 사랑스런 얼굴들 - 유스리 나스랄라
- 다른 사람들 - 크리스 캘리
- 단지 세상의 끝 - 자비에 돌란
- 달나라에 사는 여인 - 니콜 가르시아
- 달콤한 꿈 - 마르코 벨로치오
- 라라랜드 - 데이미언 셔젤
- 루이 14세의 죽음 - 알베르트 세라
- 밝음 - 술레이만 시세
- 벨기에인들의 왕 - 피터 브로센 외 1명
- 사라예보의 죽음 - 다니스 타노비치
- 사랑에 빠진 여자 - 토마스 바실레프스키
- 산 - 아미르 나데리
- 상처입은 마음 - 라드 주드
- 선서 - 발타자르 코루마쿠르
- 시에라네바다 - 크리스티 푸이유
- 신이여 우리를 구원하소서 - 로드리고 소로고옌
- 아쿠아리우스 - 클레버 멘돈사 필로
- 애프터이미지 - 안제이 바이다
- 에곤 쉴레: 욕망이 그린 그림 - 디터 베르너
- 에피파니아 - 오스카 루이즈 나비아 외 1명
- 여자의 일생 - 스테판 브리제
- 우등시민 - 마리아노 콘 외 1명
- 우리 선생님을 고발합니다 - 얀 흐르베이크
- 이물질 - 라자 아마리
- 재회 - 조나스 트루에바
- 조류학자의 은밀한 모험 - 주앙 페드로 로드리게스
- 줄리에타 - 페드로 알모도바르
- 컨택트 - 드니 빌뇌브
- 코블릭 - 세바스찬 보렌스즈테인
- 키아로스쿠로 - 예심 우스타오글루
- 토니 에드만 - 마렌 아데
- 투게더 프로젝트 - 솔베이그 안스팍
- 패터슨 - 짐 자무쉬
- 퍼스널 쇼퍼 - 올리비에 아사야스
- 프란츠 - 프랑소와 오종
- 하늘이 기다려 - 마리-캐스틸 멘션-솨아

### 플래시 포워드
- 1분 54초 - 얀 잉글랜드
- 거인 - 요하네스 니홀름
- 곰가죽 - 마르코 세가토
- 글로리 - 크리스티나 그로제바 외 1명
- 나의 사랑, 그리스 - 크리스토퍼 파파칼리아티스
- 늑대와 양 - 샤르바누 사다트
- 더 댄서 - 스테파니에 디 쥬스토
- 더 세인트 - 안드루스 블라제비시우스
- 독살천사 - 스테파니 필롱카
- 동물학 - 이반 I. 트베르도프스키
- 두 세계의 사이 - 미야 하타브
- 마리아와 다른 사람들 - 넬리 레게라
- 마리아 - 마이클 코치
- 모닥불 앞의 삶 - 드미트리 다비도프
- 미모사 - 올리버 라세
- 배드 걸 - 핀 에드퀴스트
- 보이지 않는 - 페리비 카티야비비
- 불가사리 - 빌 클락
- 사랑의 노예 - 벤 영
- 산티스 씨의 기나긴 밤 - 프란시스코 말퀘즈 외 1명
- 세속의 여자 - 마르코 다니엘리
- 갓리스 - 라릿자 페트로바
- 아메리카 광장 - 야니스 사카리디스
- 얼로이즈 - 토비아스 놀레
- 애즈 유 아 - 마일스 요리스-페이라피트
- 올리 마키의 가장 행복한 날 - 주호 쿠오스마넨
- 우나 - 베네딕트 앤드류
- 우리가 일으킨 물결 - 세바스티안 힐거
- 일주일, 그리고 하루 - 아사프 폴론스키
- 천 시간의 밤 - 비르질 비트리히
- 천사와의 약속 - 리처드 앵거스
- 텅 빈 상자 - 클라우디아 세인트-루스
- 프로일렌의 겨울동화 - 카테리나 카로네
- 하트스톤 - 구두문두르 아르나르 구드문드손
- 호수의 생각 - 밀라그로스 무멘탈러

### 와이드 앵글
- 가을날 - 차이밍량
- 고래마을 타이치 이야기 - 사사키 메구미
- 고백 - 김우현
- 공포의 기원에 대하여 - 바유 프리한토로 필레몬
- 그 애는 여기 있어요 - 윤채원
- 꼬마돼지 펄시의 생일 케이크 - 테레사 스트로젝 외 1명
- 나와 함께 있어줘 - 안도완
- 나의 산타 이야기 - 야곱 라이
- 나이트-플라이 - 아지즈 잠바키예브
- 노화혐오증 - 보리스 스베를로
- 다디아 - 비부산 바스넷
- 달인 - 윤부희
- 된장 칼국수 - 김수진
- 리틀 타이거 - 누타폰 락카탐
- 마음이 닿으면 - 선종훈
- 매들리 - 소노 시온 외 5명
- 맥둘과 밥솥 로봇 - 브라이언 체
- 메모리아 - 카밀라 안디니
- 모바락 - 영웅의 귀환 - 모하마드 레자 에마미
- 무단외출 - 라우 켁 후앗
- 미싱 - 유동규
- 미행 - 이송희일
- 법복 - 웨라 아웅
- 비밀통로와 로렌스의 모험 - 스테판 부제아
- 사랑하는 사람의 아이를 낳는다 - 정지윤
- 새는 알을 깨고 나온다 - 조창근
- 새의 해 - 세낭 기암조 타망
- 선데이 뷰티 퀸 - 베이비 루스 빌라라마
- 선두 - 원호연
- 선택 - 소니아 사하란
- 수폿 - 필 조르다노
- 순애 - 정인봉
- 시 읽는 시간 - 이수정
- 시체줍는 소녀 - 천주영
- 신념 - 이강생
- 아는 사람 - 김소윤
- 엄마의 주먹밥 - 유용지
- 옆집 - 성승택
- 오프-시즌 - 예르잣 에스켄디르
- 옥상 위에 버마 - 오현진
- 우리 시대의 예술 - 에릭 쿠 외 3 명
- 윈드-크리스토퍼 도일의 독백 - 셔우 티옹 구안
- 윤리거리규칙 - 이정곤
- 이마고 - 레이먼드 쿠티에레즈
- 잠들지 못하던 어느밤 - 허정재
- 죽음에 이르는 길 - 구오산피
- 철길 위의 인생 - 솜폿 칫게이손퐁
- 침묵의 고통 - 리위지엔
- 카메라맨 - 코너 가스톤
- 파밍 보이즈 : 무일푼 농업세계일주 - 장세정 외 2명
- 퍼레이드 - 나지현
- 폭동의 시절 - 셰론 R. 다욕
- 경이로운 소용돌이 - 마시모 다놀피 외 1명
- 공동정범 - 이혁상 외 1명
- 나비의 눈물 - 티파니 슝
- 나의 첫 번째 세계여행 - 앤 마리 플레밍
- 망명일기 - 틴 윈 나잉
- 사파리 - 울리히 자이델
- 시네마 트래블러 - 셜리 아브라함 외 1명
- 앙뚜 - 문창용 외 1명
- 용감한 소년 이크발 - 미셸 푸젤리에 외 1명
- 위켄즈 - 이동하
- 저주받은 미녀 - 헬레나 트레스티코바 외 1명
- 젠틀맨 리시앵 - 브누아 자코 외 2명
- 타앙-경계의 사람들 - 왕빙
- 템페스타드 - 타티아나 우에소
- 페이크 - 모리 타츠야
- 프렌치 시네마 스토리 - 베르트랑 타베르니에
- 픽사 단편 특별상영 - 알비 레이 스미스 외 13명
- 해변의 루이즈 - 장 프랑수아 라귀오니
- 해안가의 이방인들 - 타마라 스테파니안
- 혁명은 방영되지 않을 것이다 - 라마 티아우
- 혁명을 위한 제안 - 쿠쉬부 랑카 외 1명
- J: 플라멩코를 넘어서 - 카를로스 사우라

### 오픈 시네마
- 국가의 탄생 - 네이트 파커
- 미르지아-전설의 사랑 - 라키쉬 옴프라카쉬 메라
- 술탄 - 알리 아바스 자파
- 시칠리아 상륙작전 - 피에르프란체스코 딜리베르토
- 신 고질라 - 안노 히데아키 외 1명
- 어머니의 바다 - 마놀로 크루즈 외 1명
- 카페 6 - 오자운
- 하트 오브 스톤 - 요하네스 나베르

### 특별기획 프로그램
- 24 프레임 - 압바스 키아로스타미
- 그리고 삶은 계속된다 - 압바스 키아로스타미
- 내 친구의 집은 어디인가 - 압바스 키아로스타미
- 바람이 우리를 데려다 주리라 - 압바스 키아로스타미
- 사랑을 카피하다 - 압바스 키아로스타미
- 올리브 나무 사이로 - 압바스 키아로스타미
- 체리 향기 - 압바스 키아로스타미
- 클로즈 업 - 압바스 키아로스타미
- 키아로스타미와 함께 한 76분 15초 - 세이폴라 사마디안
- 키아로스타미의 길 - 압바스 키아로스타미
- 19세 - 카를로스 마욜로
- 네 육신의 살점 - 카를로스 마욜로
- 라 시르가 - 윌리암 베가
- 보고 들으시오! - 루이스 오스피나 외 1명
- 빈곤의 뱀파이어 - 카를로스 마욜로 외 1명
- 순수한 피 - 루이스 오스피나
- 아라우카이마 맨션 - 카를로스 마욜로
- 아순시온 - 루이스 오스피나 외 1명
- 오염이란... - 카를로스 마욜로
- 음악 만세 - 칼로스 모레노
- 칼리그룹: 끝에서 시작하다 - 루이스 오스피나
- 크랩 트랩 - 오스카 루이즈 나비아
- 핏빛의 밤에 비가 내린다 - 조지 나바스
- 해먹 - 카를로스 마욜로

### 미드나잇 패션
- 국경수비대 - 그레그 퀘다르
- 멜라니: 인류의 마지막 희망인 소녀 - 콤 맥카시
- 뮤지엄 - 오오토모 케이시
- 바람에 젖은 여자 - 시오타 아키히코
- 블레어 위치 - 애덤 윈가드
- 사랑과 욕망의 짐노페디 - 유키사다 이사오
- 헤드샷 - 티모 타잔토 외 1명
- 화이트릴리:백합 - 나카다 히데오
- 곡성(哭聲) - 나홍진